# 胡厝寮
胡厝寮，原寫為胡厝藔，是臺灣臺南市善化區的一個傳統地域名稱，位於該區西部略偏南。相較於今日行政區，其範圍大致包括胡厝里不含北部凸出部分的西北側、胡家里南部、南關里西部邊界地帶北段，與麻豆區的安業里南端、謝厝寮里東南，以及安定區的蘇林里北端及東部邊界地帶南側一小段。
本地區境內主要聚落為胡厝藔、崁頭、百二甲、西衛，設有陽明國小。

## 歷史
台灣日治初期，胡厝寮地區為一街庄，稱為「胡厝藔庄」（舊制街庄），隸屬於安定里東堡。該庄昔日西北及北隔曾文溪與謝厝藔庄、安業庄、磚仔井庄、溝仔墘庄為界，東北一小段及東邉北至中段與曾文庄為鄰，東邊南段及南邊一小段與灣裡街為鄰，西南邊為蘇厝庄。
1901年（日治明治三十四年）11月11日，全台廢縣廳改設二十廳，該庄隸屬於臺南廳。1904年（明治三十七年）3月31日，該庄編入「安定里東區」，隸屬於臺南廳。1909年（明治四十二年）10月25日，全台合併二十廳為十二廳，安定里東區仍隸屬於臺南廳。1920年（大正九年）10月1日，全台地方制度大改正，廢十二廳改設五州二廳，該庄改制並雅化為「胡厝寮」大字，隸屬於臺南州新化郡安定庄（新制街庄）。
戰後安定庄改制為安定鄉，隸屬於臺南縣，大字亦改制為村。1948年（民國三十七年），胡厝寮地區改劃歸同縣善化鎮，村亦改制為里。1950年（民國39年）10月25日，雲、嘉、南分治，善化鎮仍隸屬於臺南縣。
2010年（民國九十九年）12月25日，臺南縣、市合併為直轄臺南市，善化鎮改制為善化區。

## 聚落
本地區發展較早的聚落為胡厝藔、崁頭、百二甲、西衛、九間厝（已消失），在日治初期的官方地圖上已有記載。

## 信仰
本聚落內信仰中心:
- 胡厝寮:胡厝寮代天府
- 崁頭:崁頭普安宮
- 百二甲:百二甲天甲殿
- 西衛:西衛開元宮

## 交通
市道178號是安南區中崙（實際起點長安）至大內區大匏崙的道路，經過本地區中南部。由該道路西行（大方向）可前往安定區安定市區、安南區東北部，並止於省道台17甲線路口；東行可前往善化區、山上區西北端、大內區，並止於省道台84線（東西向快速公路－北門玉井線）二溪交流道西北側。
區道南122線是蘇厝至東勢寮的道路，經過本地區西衛、崁頭、胡厝藔三個聚落。
區道南128線是胡厝寮至善化的道路，其西側端點（起點）位於本地區東北部胡厝藔聚落的區道南122線路口。
區道南128-1線是白二甲至烏橋的道路，全線位於本地區境內，其北側端點（起點）位於本地區東部邊界地帶北側的區道南128線路口，南側端點位於本地區中部偏東南的市道178號路口，中途會經過百二甲聚落。

## 學校
- 陽明國小

## 名人
- 胡龍寶：政治人物，第三四屆民選臺南縣長。
- 胡炳三：醫師,神靖丸事件生還者,戰後在千葉縣勝浦市行醫
- 胡婉玲：媒體界著名主播
- 侯水盛：政治人物，曾代表民主進步黨出任第五，六屆立法委員
- 胡民祥：台語文學運動的重要推手和作家，推動「用台語寫出台語文學的典範」
- 胡忠一：行政院農業部政務次長
- 胡忠信：政治媒體界，政治評論家
- 胡木源：曾任前國安局副局長，前台中市警察局長
- 胡歐蘭：淡江大學著名教授
- 胡富文：陶喜建設有限公司董事長